# Communauté de communes de Haute-Provence
Die Communauté de communes de Haute-Provence war ein französischer Gemeindeverband mit der Rechtsform einer Communauté de communes im Département Alpes-de-Haute-Provence in der Region Provence-Alpes-Côte d’Azur. Sie wurde am 22. Dezember 1992 gegründet und umfasste acht Gemeinden. Der Verwaltungssitz befand sich im Ort Mane.

## Historische Entwicklung
Am 1. Januar 2017 wurde der Gemeindeverband mit der Communauté de communes du Pays de Banon zur neuen Communauté de communes Haute-Provence Pays de Banon zusammengeschlossen.

## Ehemalige Mitgliedsgemeinden
1. Aubenas-les-Alpes
2. Dauphin
3. Mane
4. Montjustin
5. Reillanne
6. Saint-Martin-les-Eaux
7. Saint-Michel-l’Observatoire
8. Villemus